# Schwefelsäuretaupunkt
Der Schwefelsäuretaupunkt ist vergleichbar mit dem Taupunkt des Wassers. Als Kondensat bildet sich Schwefelsäure. Beim Ausgangsmedium handelt es sich meist um Abgas.
Bei der Verbrennung schwefelhaltiger Brennstoffe wie Heizöl und Kohle entstehen SO2 und SO3, die mit dem Wasserdampf im Abgas zu Schwefliger Säure und Schwefelsäure weiterreagieren. Der Schwefelsäuretaupunkt von Schweröl-Abgasen liegt bei 150 °C.
Allgemeiner wird vom Säuretaupunkt gesprochen, der sich auf  alle Säuren im Abgas bezieht. Der Säuretaupunkt schwefelhaltiger Brennstoffe liegt im Bereich 120 bis 150 °C.
Für die Gestaltung von Verbrennungsprozessen fossiler, schwefelhaltiger Brennstoffe ist der Schwefelsäuretaupunkt von Bedeutung, da in der Auslegung der Rauchgasabführvorrichtung (Schornstein u. a.) berücksichtigt werden muss, ob die entsprechende Taupunkttemperatur unterschritten werden soll oder nicht. Ein Unterschreiten würde bedeuten, dass hochkorrosive Schwefelsäure auskondensiert und die Wandung angreift, dann sind korrosionsbeständige Materialien wie Kunststoffe oder korrosionsarme, hochlegierte Stähle nötig (beispielsweise solche mit der Werkstoffnummer 1.4571 (V4A)).